# Laura Baix
Laura Baix (Banyoles, 10 de gener de 1980) és una escriptora de literatura infantil i juvenil i mestre d'educació infantil. Mare de dos fills, aficionada a la lectura i a l'escriptura des de la seva infantesa. Viu i treballa a Banyoles on exerceix de mestra.
Ha publicat diverses novel·les infantils, La pedra encantada (Barcanova, 2004), La bruixa Pallufa (Barcanova, 2008) i La Clau Apsu (Barcanova, 2010). També ha col·laborat en la confecció del conte infantil La cova del gegant (Consell Comarcal del Pla de l'Estany, 2010) per al projecte Contes de Llegenda.